# Emil Martínez
Emil Martínez, né le 10 septembre 1982 à El Progreso, est un footballeur international hondurien.